# UEFA Women's Nations League 2025 - Lega C
Questa voce raccoglie un approfondimento sulle gare della Lega C dell'UEFA Women's Nations League 2025. La fase a gironi della Lega C si è disputata dal 19 febbraio al 3 giugno 2025.

## Formato
Nella Lega C partecipano le 14 squadre classificate dal trentottesimo al cinquantunesimo posto nella classifica finale delle qualificazioni al campionato europeo femminile di calcio 2025, alle quali si aggiungono le 5 retrocesse dalla Lega B (classificate 28-32) e le nazionali di Gibilterra e Liechtenstein che hanno annunciato la propria partecipazione per la prima volta nell'ottobre 2024; le 21 partecipanti vengono divise in tre gruppi da quattro squadre e tre gruppi da tre squadre. Le squadre inserite nei gruppi da quattro squadre giocheranno sei partite nel proprio gruppo affrontando le altre tre squadre in casa e in trasferta in tre finestre a febbraio, aprile e maggio/giugno 2025 mentre nei gruppi da tre squadre ogni squadra giocherà quattro partite nel proprio gruppo affrontando le altre due squadre in casa e in trasferta.. Le vincitrici dei quattro gruppi saranno promosse nella Lega B. La competizione fungerà inoltre come una fase preliminare delle qualificazioni al campionato mondiale 2027, che saranno strutturate anch'esse in leghe.

## Squadre partecipanti
Le squadre sono state assegnate alla Lega C in base al ranking a conclusione della fase a gironi delle qualificazioni all'europeo 2025. Le urne per il sorteggio, composte da cinque squadre ciascuna, sono state anch'esse composte in base al ranking. 
| Squadra     | Rank |
| ----------- | ---- |
| Slovacchia  | 28   |
| Azerbaigian | 29   |
| Malta       | 30   |
| Israele     | 31   |
| Kosovo      | 32   |
| Lussemburgo | 38   |

| Squadra    | Rank |
| ---------- | ---- |
| Montenegro | 39   |
| Georgia    | 40   |
| Bulgaria   | 41   |
| Lettonia   | 42   |
| Fær Øer    | 43   |
| Armenia    | 44   |

| Squadra            | Rank |
| ------------------ | ---- |
| Macedonia del Nord | 45   |
| Estonia            | 46   |
| Lituania           | 47   |
| Kazakistan         | 48   |
| Moldavia           | 49   |
| Cipro              | 50   |

| Squadra       | Rank |
| ------------- | ---- |
| Andorra       | 51   |
| Gibilterra    | 52   |
| Liechtenstein | 53   |

## Gruppo 1

### Classifica
| Pos | Squadra    | Pt | G | V | N | P | GF | GS | DR  |
| --- | ---------- | -- | - | - | - | - | -- | -- | --- |
| 1   | Slovacchia | 18 | 6 | 6 | 0 | 0 | 27 | 1  | +26 |
| 2   | Fær Øer    | 10 | 6 | 3 | 1 | 2 | 10 | 6  | +4  |
| 3   | Moldavia   | 7  | 6 | 2 | 1 | 3 | 6  | 6  | 0   |
| 4   | Gibilterra | 0  | 6 | 0 | 0 | 6 | 0  | 30 | -30 |

### Risultati
| Arbitro: | Sofiya Prychyna |

|             |           |  |
| Țabur 90+3’ | Marcatori |  |

| Arbitro: | Anastasia Mylopoulou |

|                                      |           |  |
| Hmírová 20’ Morávková 29’ Fabová 60’ | Marcatori |  |

| Arbitro: | Jelena Međedović |

|                 |           |  |
| Škorvánková 85’ | Marcatori |  |

| Arbitro: | Melek Dakan |

|  |           |            |
|  | Marcatori | 70’ Sevdal |

| Arbitro: | Lovisa Johansson |

|                          |           |  |
| Hummeland 47’ Sevdal 75’ | Marcatori |  |

| Arbitro: | Kristina Georgieva |

|  |           |                                                                                 |
|  | Marcatori | 10’, 38’, 77’ (rig.), 80’ Morávková 25’, 48’ Fabová 60’ Kaláberová 72’ Rybanská |

| Arbitro: | Aleksandra Česen |

|  |           |                          |
|  | Marcatori | 4’ Bayerová 86’ Rybanská |

| Arbitro: | Teresa Oliveira |

|                                                                  |           |  |
| Klakstein 20’ Tórolvsdóttir 77’ Sevdal 58’ Johannesen 88’, 90+3’ | Marcatori |  |

| Arbitro: | Eirini Pingiou |

| |           |  |
| Rybanská 2’, 77’, 90’ Hmírová 17’, 44’ Bayerová 20’ Maťavková 31’ Mikolajová 52’, 54’ Morávková 86’ Kaláberová 88’ | Marcatori |  |

| Arbitro: | Jelena Međedović |

|            |           |                |
| Colnic 37’ | Marcatori | 23’ Johannesen |

| Arbitro: | Emily Heaslip |

|                |           |                           |
| Johannesen 35’ | Marcatori | 11’ Hmírová 88’ Maťavková |

| Arbitro: | Tjaša Misja |

|  |           |                                                     |
|  | Marcatori | 21’, 32’ Chiper 39’ Coceanovschi 44’ (aut.) Gilbert |

## Gruppo 2

### Classifica
| Pos | Squadra | Pt | G | V | N | P | GF | GS | DR |
| --- | ------- | -- | - | - | - | - | -- | -- | -- |
| 1   | Malta   | 13 | 6 | 4 | 1 | 1 | 8  | 5  | +3 |
| 2   | Cipro   | 10 | 6 | 3 | 1 | 2 | 9  | 8  | +1 |
| 3   | Georgia | 6  | 6 | 2 | 0 | 4 | 9  | 11 | -2 |
| 4   | Andorra | 5  | 6 | 1 | 2 | 3 | 6  | 8  | -2 |

### Risultati
| Arbitro: | Ugne Šmitaite |

|                               |           |                |
| Bebia 84’ (rig.) Bakradze 87’ | Marcatori | 69’ Solé Palau |

| Arbitro: | Emily Heaslip |

|                              |           |                         |
| Violari 33’ Constantinou 37’ | Marcatori | 51’ (aut.) Papadopoulou |

| Arbitro: | Jelena Kumer |

|                 |           |             |
| Violari 1’, 28’ | Marcatori | 44’ Danelia |

| Arbitro: | Teresa Oliveira |

|            |           |  |
| Zammit 11’ | Marcatori |  |

| Arbitro: | Elvira Nurmustafina |

|                                   |           |                              |
| Bakradze 59’ Danelia 90+6’ (rig.) | Marcatori | 27’, 44’ Farrugia 30’ Bugeja |

| Arbitro: | Eszter Urban |

|                         |           |                |
| Violari 11’ Michail 72’ | Marcatori | 7’, 83’ Morató |

| Arbitro: | Cansu Tiryaki |

|                                 |           |                |
| Cuschieri 39’ Bugeja 60’ (rig.) | Marcatori | 84’ Kalandadze |

| Arbitro: | Araksya Saribekyan |

|                          |           |                 |
| Morató 84’, 90+2’ (rig.) | Marcatori | 30’ Aristodimou |

| Arbitro: | Vesna Miletić |

|         |           |                               |
| Ber 17’ | Marcatori | 12’ Ambalia 28’ Mtskerashvili |

| Arbitro: | Sabina Bolić |

|            |           |  |
| Bugeja 42’ | Marcatori |  |

| Encamp 3 giugno 2025, ore 19:00 UTC+2 | Andorra        | 0 – 0 referto | Malta | Estadio Encamp (470 spett.)\| Arbitro: \| Satu Miettunen \| |
| Arbitro:                              | Satu Miettunen |               |       |                                                             |

| Arbitro: | Martina Molinaro |

|           |           |                       |
| Bebia 54’ | Marcatori | 27’ Hardy 49’ Violari |

## Gruppo 3

### Classifica
| Pos | Squadra       | Pt | G | V | N | P | GF | GS | DR  |
| --- | ------------- | -- | - | - | - | - | -- | -- | --- |
| 1   | Lussemburgo   | 16 | 6 | 5 | 1 | 0 | 20 | 6  | +14 |
| 2   | Kazakistan    | 10 | 6 | 3 | 1 | 2 | 14 | 9  | +5  |
| 3   | Armenia       | 7  | 6 | 2 | 1 | 3 | 13 | 11 | +2  |
| 4   | Liechtenstein | 1  | 6 | 0 | 1 | 5 | 5  | 26 | -21 |

### Risultati
| Arbitro: | Tjaša Misja |

|                                                                    |           |           |
| Artin 8’ Pizlova 13’ Kazanchian 44’, 53’, 71’ Dallakyan 51’ (rig.) | Marcatori | 52’ Risch |

| Arbitro: | Rita Vehapi |

|                               |           |                        |
| Estevez 50’ (rig.) Miller 73’ | Marcatori | 34’, 41’ Nizamutdinova |

| Arbitro: | Oxana Cruc |

|                                    |           |  |
| Karazgezian 15’ Pizlova 56’ (rig.) | Marcatori |  |

| Arbitro: | Jeļena Jermolajeva |

|                                                                                           |           |  |
| Jorge 16’, 39’ Thompson 44’ Estévez 48’ (rig.) Barbosa Abreu 68’ Miller 75’ C. Schmit 87’ | Marcatori |  |

| Arbitro: | Melissa Burgin |

|                |           |                                |
| Karagezian 30’ | Marcatori | 4’, 50’ Thompson 20’ C. Schmit |

| Arbitro: | Mariia Glekova |

|  |           |                                                         |
|  | Marcatori | 5’, 36’ (rig.) Nurusheva 26’ Berikova 90+4’ Bibossynova |

| Arbitro: | Sabina Bolić |

|                                   |           |                  |
| Bibossynova 48’, 55’ Aitymova 71’ | Marcatori | 63’, 66’ Davtyan |

| Arbitro: | Anastasia Romanjoek |

|                      |           |                             |
| Risch 31’ Kindle 61’ | Marcatori | 11’, 14’ Thompson 77’ Jorge |

| Arbitro: | Anna Adamska |

|                                                   |           |  |
| Berikova 44’, 55’ Turlybekova 46’ Zhanatayeva 57’ | Marcatori |  |

| Arbitro: | Frederikke Lydia Søkjær |

|                                     |           |  |
| Thompson 14’ Lourenco Magalhães 36’ | Marcatori |  |

| Arbitro: | Victoria Beyer |

|                  |           |                                      |
| Zhumabaikyzy 15’ | Marcatori | 51’ Miller 59’ Dos Santos 90+3’ Miny |

| Arbitro: | Abbie Hendry |

|                         |           |                           |
| Hürlimann 5’ Göppel 61’ | Marcatori | 10’ Dallakyan 89’ Davtyan |

## Gruppo 4

### Classifica
| Pos | Squadra     | Pt | G | V | N | P | GF | GS | DR |
| --- | ----------- | -- | - | - | - | - | -- | -- | -- |
| 1   | Montenegro  | 8  | 4 | 2 | 2 | 0 | 5  | 2  | +2 |
| 2   | Azerbaigian | 5  | 4 | 1 | 2 | 1 | 3  | 6  | -3 |
| 3   | Lituania    | 3  | 4 | 1 | 0 | 3 | 6  | 6  | 0  |

### Risultati
| Baku 21 febbraio 2025, ore 12:00 UTC+2 | Azerbaigian          | 0 – 0 referto | Montenegro | Dalga Arena (40 spett.)\| Arbitro: \| Tatyana Sorokopudova \| |
| Arbitro:                               | Tatyana Sorokopudova |               |            |                                                               |

| Arbitro: | Mzevinari Sjarashanidze |

|                  |           |             |
| Kuč 2’, 37’, 58’ | Marcatori | 30’ Galkina |

| Arbitro: | Marina Zechner |

|  |           |                           |
|  | Marcatori | 20’ Manya 55’ Mirzaliyeva |

| Arbitro: | Marta San Juan |

|                      |           |               |
| Đoković 90+2’ (rig.) | Marcatori | 20’ Mollayeva |

| Arbitro: | Sapir Gaya Berman |

|  |           |                                                                   |
|  | Marcatori | 3’, 30’ Jonusaite 10’ Griksaite 42’ Lazdauskaite 48’ Romanovskaja |

| Arbitro: | Liudmyla Telbukh |

|  |           |           |
|  | Marcatori | 67’ Dešić |

## Gruppo 5

### Classifica
| Pos | Squadra  | Pt | G | V | N | P | GF | GS | DR |
| --- | -------- | -- | - | - | - | - | -- | -- | -- |
| 1   | Israele  | 10 | 4 | 3 | 1 | 0 | 12 | 5  | +7 |
| 2   | Estonia  | 4  | 4 | 1 | 1 | 2 | 2  | 6  | -4 |
| 3   | Bulgaria | 2  | 4 | 0 | 2 | 2 | 4  | 7  | -3 |

### Risultati
| Arbitro: | Milica Milovanović |

|             |           |                               |
| Petrova 36’ | Marcatori | 39’ Awad 40’ Worko 63’ Avital |

| Arbitro: | Bríet Bragadóttir |

|                                          |           |           |
| Selimhodzic 35’ Koeznetsov 48’ Beard 80’ | Marcatori | 78’ Kirpu |

| Tallinn 4 aprile 2025, ore 18:00 UTC+2 | Estonia        | 0 – 0 referto | Bulgaria | A. Le Coq Arena (457 spett.)\| Arbitro: \| Stacey Pearson \| |
| Arbitro:                               | Stacey Pearson |               |          |                                                              |

| Arbitro: | Sara Telek |

|                              |           |                                     |
| Avital 18’ Sommer 41’, 45+4’ | Marcatori | 12’ Ivanova 15’ Rasina 50’ Boycheva |

| Arbitro: | Charlotte Carpenter |

|  |           |                                            |
|  | Marcatori | 39’ Selimhodzic 75’ Cohen 90+5’ Ben Israel |

| Arbitro: | Ioanna Allayiotou |

|  |           |             |
|  | Marcatori | 90+1’ Teern |

## Gruppo 6

### Classifica
| Pos | Squadra            | Pt | G | V | N | P | GF | GS | DR |
| --- | ------------------ | -- | - | - | - | - | -- | -- | -- |
| 1   | Lettonia           | 8  | 4 | 2 | 2 | 0 | 6  | 4  | +2 |
| 2   | Kosovo             | 7  | 4 | 2 | 1 | 1 | 9  | 3  | +6 |
| 3   | Macedonia del Nord | 1  | 4 | 0 | 1 | 3 | 2  | 10 | -8 |

### Risultati
| Arbitro: | Emilie Torkelsen |

|  |           |                                    |
|  | Marcatori | 6’, 49’ Biqkaj 65’ Fetaj 67’ Metaj |

| Arbitro: | Maïka Vanderstichel |

|  |           |               |
|  | Marcatori | 51’ Zaičikova |

| Arbitro: | Hanna Laajanen |

|             |           |                 |
| Maksuti 31’ | Marcatori | 2’, 81’ Miksone |

| Arbitro: | Jurgita Mačikunytė |

|                            |           |  |
| Biqkaj 50’, 66’ Memeti 85’ | Marcatori |  |

| Arbitro: | Mzevinari Sharashanidze |

|             |           |           |
| Ševcova 65’ | Marcatori | 16’ Meyer |

| Arbitro: | Elisabet Calvo Valentín |

|                                        |           |                       |
| Misini 17’ (aut.) Miksone 45+2’ (rig.) | Marcatori | 20’ Smaili 31’ Memeti |

## Play-off

### Raffronto tra le seconde classificate
| Pos | Gr | Squadra     | Pt | G | V | N | P | GF | GS | DR |
| --- | -- | ----------- | -- | - | - | - | - | -- | -- | -- |
| 1   | C2 | Cipro       | 9  | 4 | 3 | 0 | 1 | 6  | 4  | +2 |
| 2   | C6 | Kosovo      | 7  | 4 | 2 | 1 | 1 | 9  | 3  | +6 |
| 3   | C4 | Azerbaigian | 5  | 4 | 1 | 2 | 1 | 3  | 6  | -3 |
| 4   | C1 | Fær Øer     | 4  | 4 | 1 | 1 | 2 | 4  | 6  | -2 |
| 5   | C3 | Kazakistan  | 4  | 4 | 1 | 1 | 2 | 6  | 9  | -3 |
| 6   | C5 | Estonia     | 4  | 4 | 1 | 1 | 2 | 2  | 6  | -4 |

## Statistiche

### Classifica marcatrici
6 reti
- Tamara Morávková (1 rig.)
- Amy Thompson

5 reti
- Antri Violari
- Nikola Rybanská

4 reti
- Teresa Morató (1 rig.)
- Ásla Johannesen
- Kaltrina Biqkaj
- Patrícia Hmírová

3 reti
- Lara Kazanchian
- Narine Davtyan
- Heidi Sevdal
- Talia Sommer
- Karina Berikova
- Amina Bibossynova
- Karlīna Miksone
- Caroline Jorge
- Laura Miller
- Haley Bugeja
- Armisa Kuč
- Klaudia Fabová

2 reti
- Anna Dallakyan (1 rig.)
- Svetlana Karazgezian
- Oksanna Pizlova (1 rig.)
- Elena Aristodimou
- Teona Bakradze
- Maiko Bebia (1 rig.)
- Natia Danelia (1 rig.)
- Eden Avital
- Noa Selimhodzic
- Anastassiya Nizamutdinova
- Bibigul Nurusheva (1 rig.)
- Erëleta Memeti
- Katharina Risch
- Rimante Jonusaite
- Marta Estévez García (2 rig.)
- Charlotte Schmit
- Maria Farrugia
- Claudia Chiper
- Karolína Bayerová
- Victoria Kaláberová
- Ľudmila Maťavková
- Mária Mikolajová

1 rete
- Carla Ber
- Laia Solé Palau
- Maral Artin
- Esra Manya
- Nigar Mirzalijeva
- Mana Mollayeva
- Nikoleta Boycheva
- Dimitra Ivanova
- Lora Petrova
- Polina Rasina
- Marilia Constantinou
- Eirini Michail
- Steffi Hardy
- Katrin Kirpu
- Kristina Teern
- Durita Hummeland
- Eyðvør Klakstein
- Jensa Tórolvsdóttir
- Tinatin Ambalia
- Mariam Kalandadze
- Lizi Mtskerashvili
- Marian Awad
- Elianna Beard
- Maayan Ben Israel
- Smadar Cohen
- Irena Koeznetsov
- Michaela Worko
- Aigerim Aitymova
- Madina Janataeva
- Asselkhan Turlybekova
- Madina Zhanatayeva
- Gentiana Fetaj
- Valentina Metaj
- Blerta Smaili
- Olga Ševcova
- Viktorija Zaičikova
- Lena Göppel
- Sophia Hürlimann
- Naomi Kindle
- Marija Galkina
- Monika Griksaite
- Ugne Lazdauskaite
- Tereza Romanovskaja
- Ana Barbosa Abreu
- Kimberley Dos Santos
- Joana Lourenco Magalhães
- Anna Miny
- Rachel Cuschieri
- Shona Zammit
- Elina Coceanovschi
- Iuliana Colnic
- Carolina Țabur
- Medina Dešić
- Jasna Đoković (1 rig.)
- Ulza Maksuti
- Simona Meyer
- Dominika Škorvánková

1 autorete
- Sara Papadopoulou (a favore di Malta)
- Joelle Gilbert (a favore della Moldova)
- Lumbardha Misini (a favore della Lettonia)